# MEM - Centre des mémoires montréalaises
Le MEM - Centre des mémoires montréalaises se situe dans le Carré Saint-Laurent à l’angle de la rue Sainte-Catherine Ouest et du boulevard Saint-Laurent, au cœur du Quartier des spectacles à Montréal. Ce musée citoyen travaille de concert avec la population montréalaise pour livrer les récits des communautés qui y vivent et pour raconter l’histoire de la ville. Il ouvre ses portes en septembre 2023 et propose une panoplie d’activités pour rappeler la mémoire de ceux et celles qui façonnent l’identité de Montréal.
Le MEM s'inscrit en continuité avec le Centre d'histoire de Montréal, qui était situé au 335 place d'Youville dans le Vieux-Montréal,. Le Centre d'histoire de Montréal a été créé en 1983, afin de permettre à la ville d'interpréter son patrimoine et son histoire.

## De la caserne au Centre d'histoire

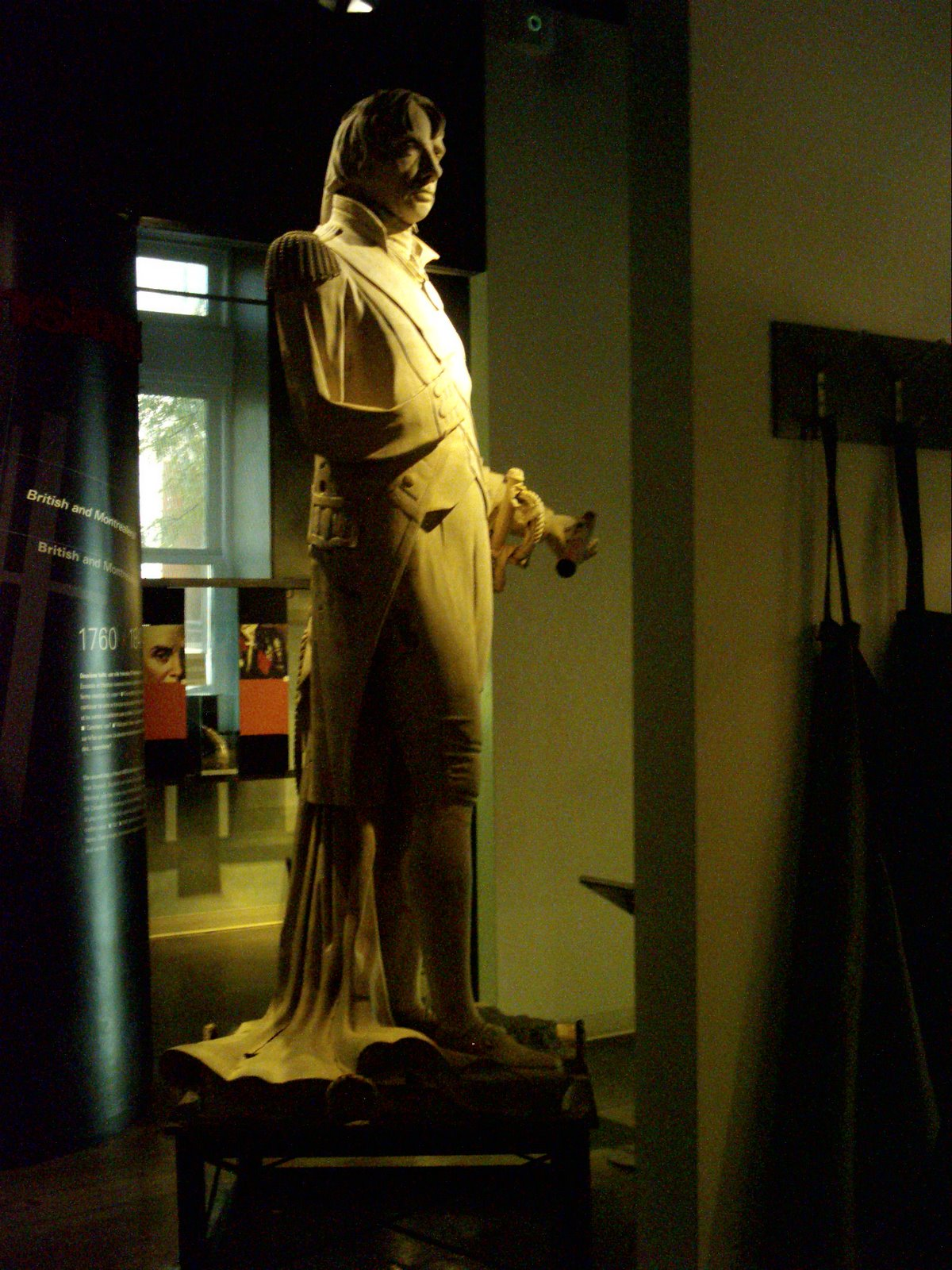
Sculpture originale de l'amiral Nelson qui était au sommet de la colonne Nelson de la place Jacques-Cartier.

Le Centre était installé dans une ancienne caserne centrale d'incendie, construite sur la place D'Youville en 1903. Ses architectes, Joseph Perrault et Simon Lesage, se sont inspirés de plusieurs styles architecturaux pour lui donner son caractère unique et un profil flamand peu commun dans l'architecture montréalaise de l'époque. Son architecture comprend de la pierre de taille couleur chamois, de la brique rouge, un toit mansardé avec lucarne ainsi qu'une tour carrée couronnée d'un toit à quatre versants. 
Les pompiers s'y installent en 1904 avec chevaux et pompes à vapeur. En 1908, la caserne se transforme en simple poste de quartier, et les chevaux sont remplacés par des véhicules à moteur en 1931. La caserne est désaffectée en 1972.
Dans les années 1970, la Ville de Montréal et le ministère des Affaires culturelles du Québec signent une entente sur le développement culturel pour la réhabilitation du quartier historique. Celle-ci possède plusieurs volets : fouilles archéologiques, revitalisation de l'ouest du quartier après l'abandon des zones industrielles... L'installation du Centre d'histoire de Montréal en 1983 dans le bâtiment pour assurer une fonction muséale s'inscrit dans ce contexte. D'abord administré par la société d'archéologie et de numismatique de Montréal, le musée est rattaché en 1987 au réseau des maisons de la culture de Montréal de la Ville de Montréal.
Son exposition permanente a profité d'un renouvellement complété en 2001, année du tricentenaire de la Grande paix de Montréal.
Le but du Centre est de faire découvrir les multiples identités de Montréal. Sur trois étages, dont deux d'expositions temporaires, il présente l'historique de la métropole. 
Musée et centre d'animation et de diffusion en histoire et en patrimoine, le Centre déploie aussi ses expositions, visites guidées, services et multiples activités dans les quartiers avec la collaboration d'associations, de lieux de diffusions municipaux, d'institutions et de citoyens.

## Mémoire des Montréalais
Depuis 2001, le Centre d'histoire de Montréal (CHM) a la volonté d'élargir son propos et d'évoquer non plus seulement l'histoire de la ville, mais les histoires des Montréalais. Il s'inscrit dans le courant de la muséologie sociale et citoyenne.
Ainsi, en 2003, le projet « Encontros » associe le Centre d'histoire et le carrefour des jeunes lusophones du Québec à l'occasion du 50e anniversaire de l'arrivée de la communauté portugaise à Montréal. Plus qu'une simple exposition, ce projet a permis la réalisation d'une recherche approfondie ainsi qu'une collecte et une mise en valeur du patrimoine des Québécois d'origine portugaise. 
En 2004, le CHM est à l'origine de la création du Musée de la personne Montréal, un musée virtuel qui est spécifiquement consacré à la collecte des histoires de vies. Le musée de la personne réalise des activités éducatives comme le projet Vous faites partie de l'histoire !, qui s'adresse aux élèves en classe de francisation, nouvellement arrivés à Montréal. Cette activité a reçu un prix d'Excellence dans la catégorie Éducation de l'Association des musées canadiens en 2011. 
En 2011, le Centre décide de fermer cet OBNL, d'intégrer l'équipe du Musée de la personne et de faire du patrimoine immatériel et de l'histoire orale un des axes de développement du musée. 
La mission redéfinie du musée stipule donc que : « Le Centre d'histoire de Montréal est l’organisme public municipal qui contribue à connaître, reconnaître et faire connaître l'histoire et le patrimoine collectif des Montréalais en donnant une voix aux citoyens pour l’enrichir, la faire vivre et évoluer. »
Pour collecter ces histoires de vie, le musée organise des cliniques et des cartographies de mémoire.

## Expositions et collection du Centre d'histoire

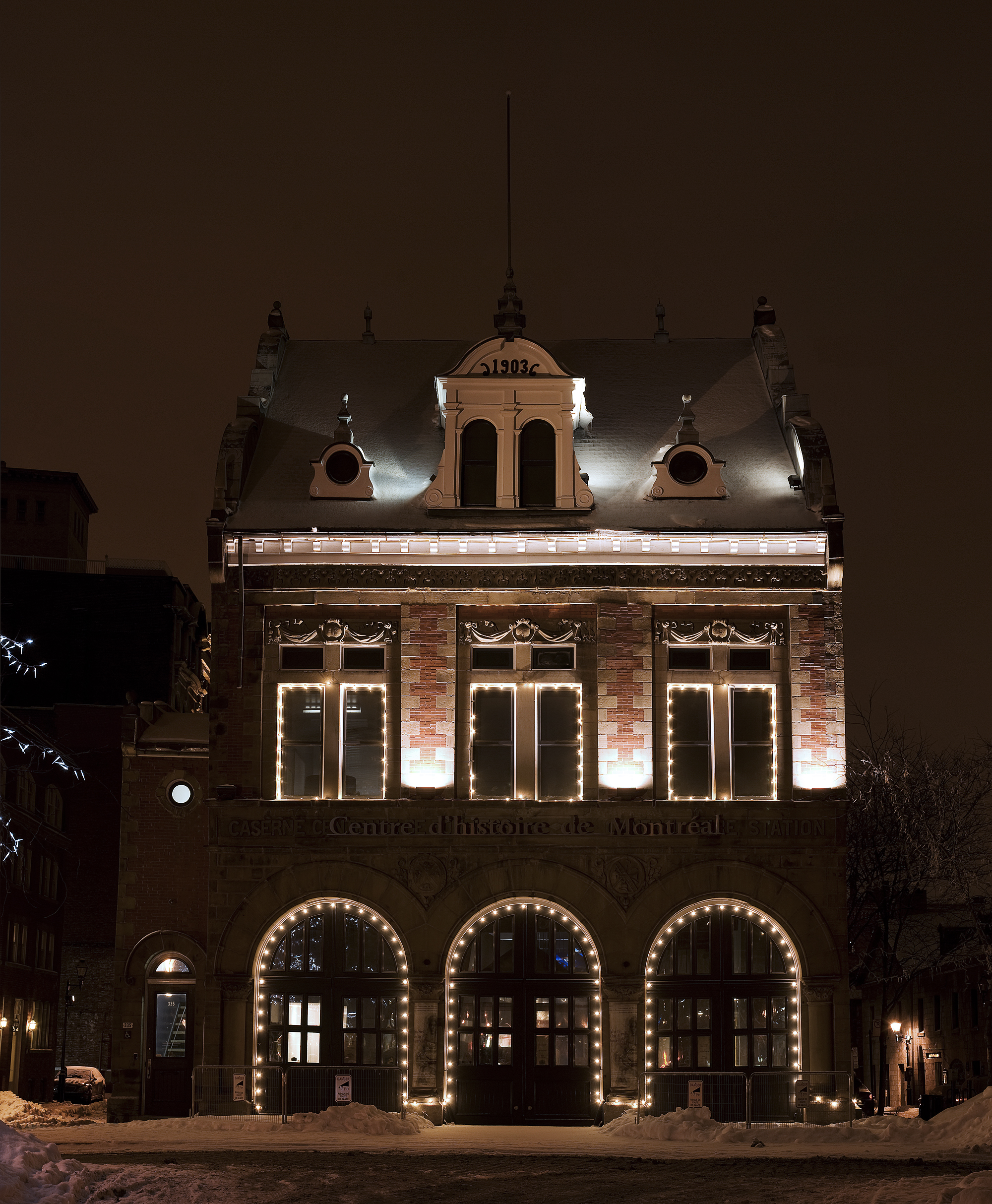
La caserne de la place D'Youville.

Au rez-de-chaussée, l'exposition permanente Montréal en cinq temps fait revivre le passé de la ville par une approche multimédia honorant les événements, les lieux et les Montréalais qui ont fait l'histoire. C'est ainsi qu'on peut y voir des reproductions de cartes anciennes et de nombreuses photographies, mais également une collection variée d'objets uniques. De plus, le visiteur a la possibilité de visionner des extraits de films et d'entendre des chansons et des narrations. 
Les deux autres étages du CHM sont consacrés à des expositions temporaires. Ces expositions deviennent parfois itinérantes. Le Centre réalise aussi des expositions virtuelles à partir d'anciennes expositions, de ses activités éducatives ou de son travail de collecte de mémoire.
La collection est constituée de plus de 4 000 artefacts, datés principalement du XXe siècle. Elle comprend entre autres des objets provenant de l'Exposition universelle de 1967 et du fonds du 350e anniversaire de Montréal. Ces collections sont disponibles sur le site d'Artefacts Canada.

## Activités éducatives du Centre d'histoire
Le CHM organise des activités pour les écoliers des premier, deuxième et troisième cycles du primaire. Il existe également des visites du centre pour des étudiants du niveau secondaire, collégial ou universitaire.
La visite « Passé Composé », destiné aux adultes apprenant le français, introduit à l'histoire de Montréal.

## La métamorphose vers le MEM

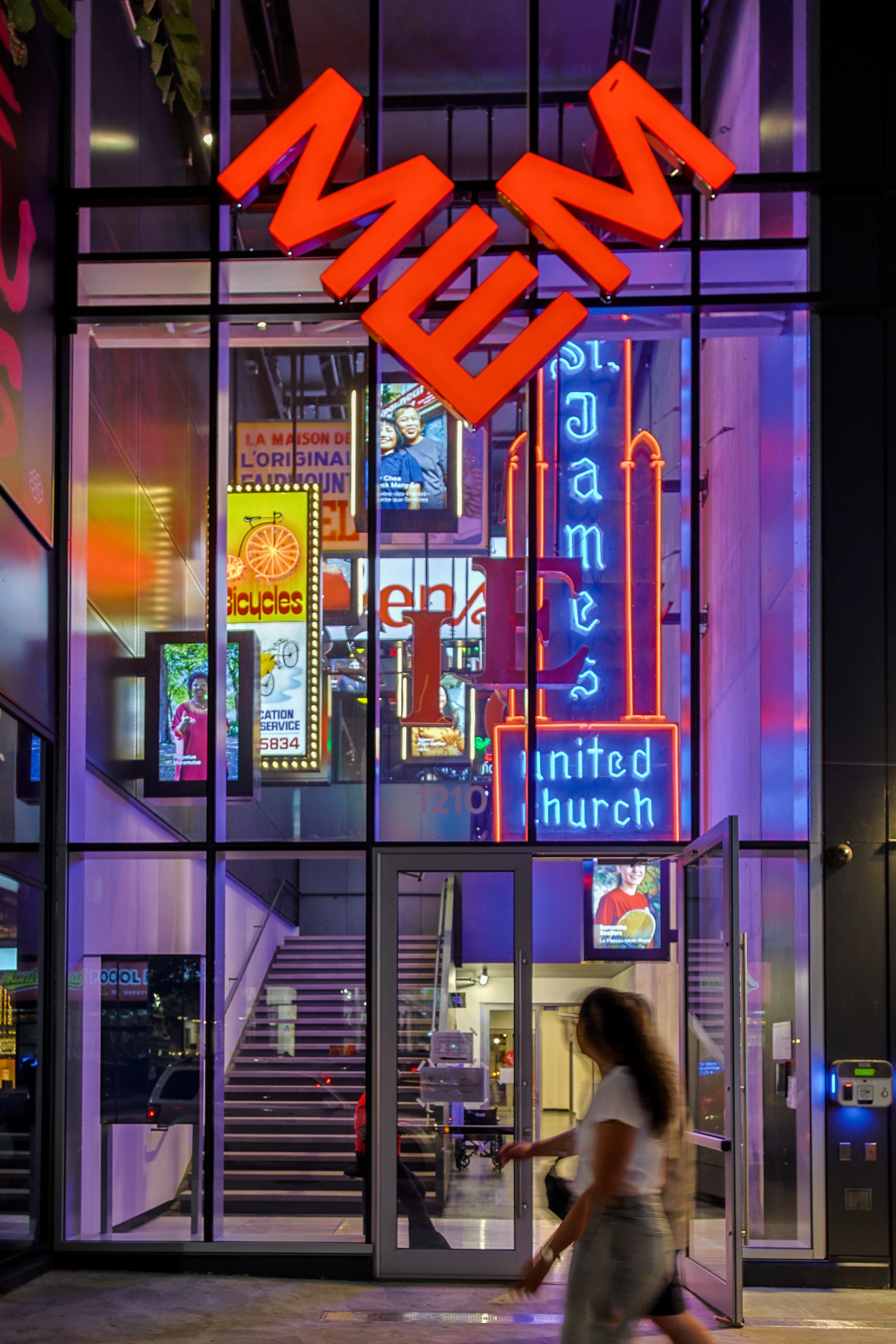
Entrée principale du MEM

Le Centre d'histoire de Montréal ferme ses portes en juin 2020 afin d’amorcer sa transformation et son déménagement vers le MEM. Se positionnant comme la suite logique du CHM, le MEM s’installe dans un édifice entièrement neuf, le Carré Saint-Laurent, conçu par Provencher Roy (en) et inauguré en 2019,. Ce nouvel emplacement dans le Quartier des spectacles offre plus d’espace et se trouve dans un point névralgique de la vie montréalaise. Le MEM est plus central et devient ainsi plus accessible, ce qui accroit son attractivité auprès des citadines et des citadins. 
Déployant sa programmation à l’intérieur de ses murs, mais également aux quatre coins de la ville et en ligne, le MEM souhaite établir un dialogue empreint de respect et de partage avec la communauté. Il agit comme portevoix de la population, qui devient la raison d’être du MEM.

## Une démarche de cocréation citoyenne
Le MEM se distingue des autres musées par sa démarche de cocréation citoyenne. Il établit un contact étroit et constant avec les communautés de Montréal et bâtit son offre autour de ce contact. La cocréation citoyenne fait partie de son ADN.